# Rio Embira
Rio Embira är ett vattendrag i Brasilien. Det ligger i den västra delen av landet, 2 600 km väster om huvudstaden Brasília.
I omgivningarna runt Rio Embira växer i huvudsak städsegrön lövskog. Trakten runt Rio Embira är nära nog obefolkad, med mindre än två invånare per kvadratkilometer.